# Velká cena Intervize 1978

Účast v soutěži:
Země, které se zúčastnily v roce 1978
Země, které se zúčastnily v minulosti, ale ne v roce 1978

Velká cena Intervize 1978 byl šestý ročník mezinárodní hudební soutěže Intervize. Pořádala se v Lesní opeře v Sopotech v Polsku od 23. do 26. srpna 1978.

## Zúčastněné země
V tomto ročníku soutěže vystoupilo dvanáct zástupců z celkem deseti různých zemí.
| Pořadí | Země             | Jazyk         | Interpret                       | Píseň                                         | Body | Místo |
| ------ | ---------------- | ------------- | ------------------------------- | --------------------------------------------- | ---- | ----- |
| 01     | Východní Německo | Němčina       | 4PS                             | Nachtigall (Slavík)                           | 64   | 2     |
| 02     | Rumunsko         | Rumunština    | Mihaela Oancea                  | Scuzati (Promiň)                              | 22   | 4     |
| 03     | Bulharsko        | Bulharština   | Tonika                          | Прошчание (Rozloučení)                        | 10   | 5     |
| 04     | Polsko           | Polština      | Lidia Stanisławska              | Gwiazda nad Tobą (Hvězda nad tebou)           | 48   | 3     |
| 05     | Československo   | Čeština       | Václav Neckář                   | Patrik                                        | 88   | 1     |
| 06     | Sovětský svaz    | Ruština       | Alla Pugačevová (Алла Пугачёва) | Всё могут короли (Vše mohou králové)          | 88   | 1     |
| 07     | Finsko           | Angličtina    | Ikarus                          | Goodbye Bad Times (Na shledanou, špatné časy) | 0    | 6     |
| 08     | Kanada           | Francouzština | Louise Forestier                | La Saisie (Záchvat)                           | 0    | 6     |
| 09     | Španělsko        | Španělština   | Juan Erasmo Mochi               | Gitanito (Cikáneček)                          | 0    | 6     |
| 10     | Východní Německo | Němčina       | Dagmar Frederic                 | Einen Tag heb für mich auf (Dej mi jeden den) | 0    | 6     |
| 11     | Maďarsko         | Maďarština    | Judith Szűcs                    | Ha táncolsz velem (Když tančíš se mnou)       | 0    | 6     |
| 12     | Polsko           | Polština      | Krzysztof January Krawczyk      | Jak minął dzień (Jak ušel den)                | 0    | 6     |

## Hlasování
| Hlasy jednotlivých států | Hlasy jednotlivých států            | Hlasy jednotlivých států | Hlasy jednotlivých států | Hlasy jednotlivých států | Hlasy jednotlivých států | Hlasy jednotlivých států | Hlasy jednotlivých států | Hlasy jednotlivých států | Hlasy jednotlivých států | Hlasy jednotlivých států |
|                          | Hlasující státy:                    | Celkem                   | Bulharsko                | Polsko                   | Československo           | Finsko                   | Rumunsko                 | Kuba                     | Maďarsko                 | Sovětský svaz            |
| ------------------------ | ----------------------------------- | ------------------------ | ------------------------ | ------------------------ | ------------------------ | ------------------------ | ------------------------ | ------------------------ | ------------------------ | ------------------------ |
| Vystupující státy:       | Východní Německo (4PS)              | 64                       | 8                        | 8                        | 8                        | 8                        | 8                        | 8                        | 8                        | 8                        |
| Vystupující státy:       | Rumunsko                            | 22                       | 1                        | 3                        | 3                        | 3                        | 3                        | 3                        | 3                        | 3                        |
| Vystupující státy:       | Bulharsko                           | 10                       | 3                        | 1                        | 1                        | 1                        | 1                        | 1                        | 1                        | 1                        |
| Vystupující státy:       | Polsko (Lidia Stanisławska)         | 48                       | 6                        | 6                        | 6                        | 6                        | 6                        | 6                        | 6                        | 6                        |
| Vystupující státy:       | Československo                      | 88                       | 10                       | 12                       | 10                       | 12                       | 10                       | 12                       | 10                       | 12                       |
| Vystupující státy:       | Sovětský svaz                       | 88                       | 12                       | 10                       | 12                       | 10                       | 12                       | 10                       | 12                       | 10                       |
| Vystupující státy:       | Finsko                              | 0                        | –                        | –                        | –                        | –                        | –                        | –                        | –                        | –                        |
| Vystupující státy:       | Kanada                              | 0                        | –                        | –                        | –                        | –                        | –                        | –                        | –                        | –                        |
| Vystupující státy:       | Španělsko                           | 0                        | –                        | –                        | –                        | –                        | –                        | –                        | –                        | –                        |
| Vystupující státy:       | Východní Německo (Dagmar Frederic)  | 0                        | –                        | –                        | –                        | –                        | –                        | –                        | –                        | –                        |
| Vystupující státy:       | Maďarsko                            | 0                        | –                        | –                        | –                        | –                        | –                        | –                        | –                        | –                        |
| Vystupující státy:       | Polsko (Krzysztof January Krawczyk) | 0                        | –                        | –                        | –                        | –                        | –                        | –                        | –                        | –                        |